# Tarenna gracilis
Tarenna gracilis là một loài thực vật có hoa trong họ Thiến thảo. Loài này được (Stapf) Keay miêu tả khoa học đầu tiên năm 1957.